# Mariano Bolognesi
Mariano Andrés Bolognesi Cervantes (Arequipa, 4 de febrero de 1826 - Lima, 11 de julio de 1899) fue un militar, pedagogo y compositor peruano.

## Biografía
Hijo del italiano Andrés Bolognesi, destacado violonchelista, director de orquesta, oriundo de Génova, que llegó al Perú en 1810 y se estableció en Arequipa y de la dama mestiza arequipeña Juana Cervantes Pacheco. Hermano del coronel Francisco Bolognesi, el héroe de Arica.
Su nacimiento está registrado en el Libro N.° 80 de Bautismo Parroquial del Sagrario de Arequipa, con fecha 4 de febrero de 1826, al citar su nacimiento el mismo día del bautizo.
Se cree que, junto con su hermano Francisco, participó en la revolución liberal contra el gobierno del general José Rufino Echenique, pues fue ascendido a teniente coronel después de la batalla de La Palma, la misma que selló el triunfo de los revolucionarios (1855). Luego mereció su ascenso a coronel de artillería graduado (1858).
El 2 de febrero de 1856 se casó en la parroquia de San Marcelo de Lima con Rosa Coloma Salazar, hija del general José Ildefonso Coloma y Maldonado (prócer de la independencia, diputado y prefecto de Arequipa), y de Juana Salazar y Sáenz de Ayala. Este matrimonio le permitió relacionarse con la alta sociedad limeña; padrino de su matrimonio fue el general Francisco Diez Canseco, cuñado del presidente Ramón Castilla.
En 1859, cuando el segundo gobierno del presidente Ramón Castilla desconoció la Constitución de 1856, Mariano, en señal de protesta, solicitó su baja del ejército y se dedicó a la enseñanza de la música, en Lima y Callao. Fue reincorporado en el escalafón en 1862, ya en el gobierno de Miguel de San Román.
Fue presidente de la Sociedad Filarmónica (1866-1867) y Director de la Sociedad Amantes de la Música (1872-1874). En una ocasión, cuando el presidente Manuel Pardo y Lavalle visitó a esta última institución y pronunció un discurso que se hacía interminable, Bolognesi, impaciente por iniciar un concierto con sus alumnos, interrumpió la disertación con la obertura de la orquesta, atrevimiento que causó que dicha Sociedad fuera cerrada.
Durante el segundo gobierno del general Mariano Ignacio Prado (1876-1879) fue enviado a Europa como miembro de una comisión encargada de estudiar los métodos para uniformizar la enseñanza primaria en el ejército, debido a que buena parte de los reclutas eran hombres analfabetos de habla quechua y aimara.
Durante la Guerra del Pacífico, se reintegró al ejército para colaborar en la defensa de Lima, amenazada por los chilenos. Comandó las baterías instaladas en Chacra Alta (Callao), y para evitar que cayeran en manos del enemigo, las inutilizó luego de las batallas de San Juan y Miraflores (enero de 1881).
Tras la guerra, pasó a situación de indefinido. Sirvió en diversos puestos públicos civiles, hasta llegar a ser ayudante de la cámara de senadores en 1886, cargo que ejerció hasta su muerte en 1899.

## Publicaciones

### Composiciones poéticas y musicales
- Canción nacional (1853), himno oficial de la República del Perú.
- La arequipeña (1853)
- La aurora del 5 de enero (1855), «obra teatral patriótica con coros, canción nacional, redoble de tambores, etcétera».[5]
- La cantinera del ejército libertador (1855)
- Porvenir (1855), polca.
- La americana (1862), dedicada al general mexicano Ignacio Zaragoza.[5]
- Dos de mayo (1866), canción.
- El Himno de la SALVADORA LIMA (1874) Actualmente es la Benemérita Sesquicentenaria y Heroica Compañía de Bomberos Nacional SALVADORA LIMA 10

### Textos para la enseñanza de la música
- Principios elementales de la música (1861)
- Compendio de música elemental (1867)
- Manual de salmisación (¿1867?)

### Textos para la instrucción militar
- Prontuario de instrucción militar (1864), es un manual militar, que hizo reimprimir en 1880 con el título de Máximas, consejos e instrucciones sobre el arte de la guerra, para que fuera distribuido entre los oficiales de la reserva de la defensa de Lima, y que incluso contaba con traducciones al inglés, francés e italiano. Pero no obtuvo la autorización del gobierno de Nicolás de Piérola, y años después, donó los ejemplares impresos a la Guardia Nacional. Ha sido reeditado en 2021.[4]